# Formatge Paraguai
El formatge Paraguai (en guaraní, kesu Paraguái) és un formatge artesanal de llet vacuna, propi de la tradició gastronòmica paraguaiana. Es tracta d’un tipus particular de formatge, de consistència semidura i sabor lleugerament àcid; obtingut a partir de la quallada —a la qual generalment s'afegeix sal— que, a l’estar elaborat amb llet sencera, esdevé un tipus de formatge semiblanc i molt nutritiu, amb una vida útil aproximada de quaranta-cinc dies.

## Origen del nom
El nom kesu Paraguái, amb el qual es coneix a les zones rurals de Paraguai; prové dels vocables guaranís kesu (guaranització de la paraula espanyola queso, «formatge») i Paraguái («Paraguai», nom en llengua guaraní del país d’on és originari).

## Ingredients
Tradicionalment, els únics ingredients emprats en la fabricació del formatge Paraguai són la llet sencera pura, la sal iodada, la llimona i la quallada (preparat que s'aconsegueix de la barreja de llet pura amb el quall, part del tub digestiu de certs remugants que segrega, durant digestió de l’animal, àcid lacti).